# Yoshiobodes nakatamarii
Yoshiobodes nakatamarii är en kvalsterart som först beskrevs av Aoki 1973.  Yoshiobodes nakatamarii ingår i släktet Yoshiobodes och familjen Carabodidae. Inga underarter finns listade i Catalogue of Life.